# Meunasah Asan (Simpang Mamplam)
Meunasah Asan is een bestuurslaag in het regentschap Bireuen van de provincie Atjeh, Indonesië. Meunasah Asan telt 762 inwoners (volkstelling 2010).